# 판촉
판촉(販促, sales promotion) 또는 판매 촉진은 마케팅 커뮤니케이션의 일환으로 기업의 제품이나 서비스를 고객들이 구매하도록 유도할 목적으로 해당 제품이나 서비스의 성능에 대해서 고객을 대상으로 정보를 제공하거나 설득하여 판매가 늘어나도록 유도하는 마케팅 노력의 일체를 말한다.

## 내용
판촉은 직접적으로 수요를 발생시키는 마케팅 수단 뿐만 아니라 기업의 이미지를 높이거나 긍정적으로 만들어 간접적 이윤을 창출할 때 쓰이는 커뮤니케이션 수단으로도 쓰인다. 세일즈 프로모션은 소비자가 제품에게 다가갈수 있는 기회를 제공하여 신규 고객을 창출하고, 기존 고객에게는 브랜드 로열티를 강화해 제품의 매출 증대에 기여한다.

### 촉진 전략의 기본 방향
1.푸시전략(push) : 제조업자가 판매촉진이나 인적판매 등을 이용하여 중간상으로 하여금 제품을 구비하고, 고객에게 적극적으로 판매하도록 유도하는 것이다. 브랜드 충성도가 낮고, 제품의 선택이 구매현장에서 결정되는 상황이 대부분인 경우로 판매점의 구매유도가 중요하다.
2.풀전략(pull) : 제조업자가 광고나 고객판촉등을 사용하여 최종 소비자에게 브랜드나 제품을 알려 스스로 적극적으로 구매하도록 유도하는 것으로, 제품이 고관여 제품이고 브랜드 충성도가 높은 경우에 적합하다.

## 의의와 기능
판매촉진은 근대 마케팅 주요기능이 되고 있는데 이에 미국 마케팅협회가 다음과 같이 정의하고 있다. 즉, 판매촉진이란 '한정된 의미에서는 인적판매(人的販賣)와 광고·선전 등 이외의 마케팅을 위하는 활동을 말하며, 소비자의 구매 및 판매점의 능률을 자극하는 것을 말한다.
이를테면 진열·전시회·전람회·실연(實演) 기타의 비반복적(非反復的)인 판매노력 등을 말한다. 소매업의 경우에는 인적 판매·광고 및 선전 등도 포함하는 모든 소비자의 구매를 자극하기 위한 수단을 말한다'고 개념규정을 했다. 이 정의에도 지적되듯이 판매촉진의 본질적인 기능은 '소비자의 구매' 내지는 '판매자의 능률'을 '자극한다'는 것, 다시 말해서 소비자의 수요 및 판매점의 물품수요을 자극·환기하는 점에 있다. 이런 의미에서 판매촉진의 기능은 '수요의 환기와 자극'에 있다고 할 수 있으며, 이것을 수행하는 수단은 커뮤니케이션이다. 이런 관점에서 최근에는 기업이 수행하는 커뮤니케이션과 정보활동의 일환으로서 이것을 파악하려는 견해도 있다.
일반적으로 마케팅의 활동은 커뮤니케이션이라는 입장에서 상품·현금의 흐름과 커뮤니케이션의 흐름과의 2가지 큰 흐름으로 파악되어 간다. 또한 커뮤니케이션은 마케팅 활동을 하는 주체인 기업의 입장에서 볼 때, 시장조사·모니터(moniter) 등을 통해 기업이 소비자 혹은 판매점에서 끌어올리는 풀 커뮤니케이션(pull communication)과 기업이 소비자 내지는 판매점을 향해 보내는 푸시 커뮤니케이션(push communication)이 있다. 이러한 입장에서 판매촉진은 앞에서 말한 본질적인 의의와 연결, '수요의 환기를 자극'하기 위해서 기업이 소비자 내지는 판매점에 대해 내보내는 푸시 커뮤니케이션의 기능이라고 할 수 있다.

## 형태
판매촉진의 형태는 커뮤니케이션을 제공하는 대상이라는 관점에서 제조업자 및 도매업자의 경우(즉, 한정된 의미의 경우)에는 소비자의 구매, 판매점의 능률로 구별할 수 있다. 이에 대하여 소매업자의 경우에서는 고객의 구매 1가지만을 들 수 있는데, 만일 이것을 그대로 받아들인다면 판매촉진의 형태는 ① 소비자 촉진(consumer promotion)과, ② 판매점 촉진(dealer promotion)으로 나눌 수 있다. 이때 제조업자 및 도매업자의 경우에는 이 2가지를 포함하고 소매업자의 경우에는 전자만을 가리킨다.
또한 판매촉진의 형태는, 커뮤니케이션을 제공하는 방법이라는 관점에서 제조업자 및 도매업자의 경우, 인적 판매·광고 및 선전 등 이외의 판매촉진의 제활동을 의미하는 데 대해 소매자의 경우에는 이들을 포함한 모든 판매촉진의 제활동을 의미한다고 하는데, 이것을 그대로 받아들이면 판매촉진의 형태는 이 관점에서 광의의 판매촉진·인적 판매·광고·선전 및 협의의 판매촉진으로 분류된다. 여기서 제조업자 및 도매업자의 경우는 '협의의 판매촉진', 소매업자의 경우는 '광의의 판매촉진'을 판매촉진이라고 해석한다.

## 광고 프로모션
광고는 제조업자에게는 제품판매 수단으로, 고객에게는 정보 원천으로서 중요한 역할을 하고 있다.
- 고객들에게 정보를 전달한다
- 정보 전달과 동시에 구매를 자극하고 설득한다
- 제품이나 브랜드에 대한 우호적인 태도를 형성할 수 있다
- 경제 발전에 공헌한다. 제품을 널리 알림으로써, 다른 기업들도 보다 좋은 제품을 개발하도록 동기 유발을 일으킨다
- 변화의 촉매제 역할을 한다. 인식변화와 생활방식에 변화를 가져다 줄 수 있다

## 효율적인 판촉
- 시장 상황과 동향을 통해 시장조사를 확실하게 조사하여, 목표고객과 이벤트 스타일, 비용 등을 체계적으로 계획할 수 있어야 한다.
- 기업의 목표를 달성하기 위하여, 판매, 홍보, 광고 등 4P의 믹스를 잘 활용해야한다. 특히 세일즈 커뮤니케이션의 장점을 활용하여 기획, 매장 연출, 고객관리, 경품행사등 다양한 커뮤니케이션 방법을 찾는다.
- 제품의 경쟁력과 시장상황등을 고려하는 방법이 중요하다. 제품이 처음 판매되는 신제품이라면 소비자의 관심과 흥미를 끌기위해 샘플링과 테스터 고객을 활용한 방법이 적절하다. 그리고 제품이 성장하고 있는 시기에는 제품보급을 위해 쿠폰이나 가격할인 등의 프로모션을 활용한다. 하지만 제품의 시장경쟁력이 하락할 경우 세일이나 원플러스원 세일 등 재빠른 판매 전략을 세운다
- 통합적 마케팅 커뮤니케이션에 속하여 하나의 목표와 컨셉으로 꾸준하게, 적극적으로 그리고 적절한 시기에 이루어져야 한다.

## 판매촉진 전략
근대의 마케팅은 마케팅 활동의 전반에 대해 규정되는 조화적 종합원칙(marketing mix)에 입각한 판매촉진 방법의 조화적 종합이 크게 요구되었다. 이른바 프로모셔널 믹스(promotional mix)가 그것이다. 구체적으로 말하면, 이것은 판매촉진 활동의 제요소를 조화된 통일의 형태에서 종합, 최소의 비용으로 최대의 판매촉진 성과를 올리도록 수행하려는 방식으로서, 이 조화적 종합은 기업의 마케팅이 갖는 시장표적(market target)에 의해 지시되고, 그 기준이 주어진다.
최근에 컴퓨터리제이션(computerization)을 중심으로 하는 정보혁명의 진전은 이와 같은 프로모셔널 믹스의 수법과 기술을 가능케 하고 있고, 따라서 실제로 판매촉진 활동의 제요소의 조화적 종합과정을 실천할 때에는 ① 종합에 편입되어야 할 제요소의 선택, ② 선택된 제요소에 부여해야 할 비중의 결정, ③ 선택된 제요소의 상호결합 결정 등의 문제가 제기된다.
그러나 그것들을 합리적으로 프로그래밍하기에는, 그 속에 포함되는 여러 요소와 조건이 너무나도 변동적이고 잡다하므로 어려움이 수반되는 것이 사실이다.
또한 근대의 마케팅의 있어서는 마케팅의 활동에서 강조되는 공동적 마케팅에 따라서 판매조직에도 한 기업이 단독으로 하는 것뿐만 아니라 다수기업이 공동으로 행하는 공동적 판매촉진(cooperative sales promotion)에도 큰 관심을 갖게 되었다. 이것은 판매촉진의 중요성이 인식되고, 이에 따른 코스트도 높아져 1개 기업이 단독으로 하기에는 부담이 크며, 때로는 실시하기 힘들기 때문이다. 따라서 수직적 관계 내지는 수평적 관계에 있어서 뜻을 같이하는 다수기업이 공동으로 그 활동을 실시하는 형태가 점차로 늘어나게 되었다.

## 같이 보기
- 광고
- 광고 캠페인
- 디지털 마케팅
- 통합 마케팅 커뮤니케이션
- 마케팅 커뮤니케이션
- 마케팅론
- 미디어 플래닝
- 네이티브 광고
- 온라인 광고
- 제품 간접 광고
- PR (마케팅)
- 소셜 미디어 마케팅

## 참고 문헌
- IMC시대의 이벤트기획론 - 김희진 <커뮤니케이션북스> 123쪽
- 마케팅 - 채서일 저 <비앤엠북스> 462쪽